# Supercopa de Madagascar
La Copa de Madagascar es la copa de fútbol en la que se enfrentan el ganador del Campeonato malgache de fútbol con el campeón de la Copa de Madagascar.

## Historia
La copa fue creada en el año 1994, teniendo como campeón al AS Cimelta. Se canceló la copa hasta su edición de 2002, realizándose constantemente hasta el año 2010. Retomó en el año 2018.

## Ediciones anteriores
| Año  | CAMPEÓN      | Res.   | Subcampeón            |
| ---- | ------------ | ------ | --------------------- |
| 1994 | AS Cimelta   | -      | BTM Antananarivo      |
| 2002 | AS ADEMA     | 1-0    | AS Fortior            |
| 2003 | Ecoredipharm | 2-0    | Léopards de Transfoot |
| 2006 | AS ADEMA     | 1-0    | Ajesaia               |
| 2007 | Ajesaia      | 1-1(p) | AS ADEMA              |
| 2008 | AS ADEMA     | 4-2    | Académie Ny Antsika   |
| 2009 | Ajesaia      | 1-0    | AS ADEMA              |
| 2010 | CNaPS Sports | 3-2    | AS ADEMA              |
| 2018 | CNaPS Sports | 1-0    | Fosa Juniors FC       |

## Títulos por Equipo
| Club                  | Títulos | Finales |
| --------------------- | ------- | ------- |
| AS ADEMA              | 3       | 3       |
| Ajesaia               | 2       | 1       |
| CNaPS Sports          | 2       | 0       |
| USCA Foot             | 1       | 0       |
| USJF Ravinala         | 1       | 0       |
| Ecoredipharm          | 1       | 0       |
| AS Cimelta            | 1       | 0       |
| BTM Antananarivo      | 0       | 1       |
| AS Fortior            | 0       | 1       |
| Léopards de Transfoot | 0       | 1       |
| Académie Ny Antsika   | 0       | 1       |
| Fosa Juniors FC       | 0       | 1       |